# Amandel (noot)

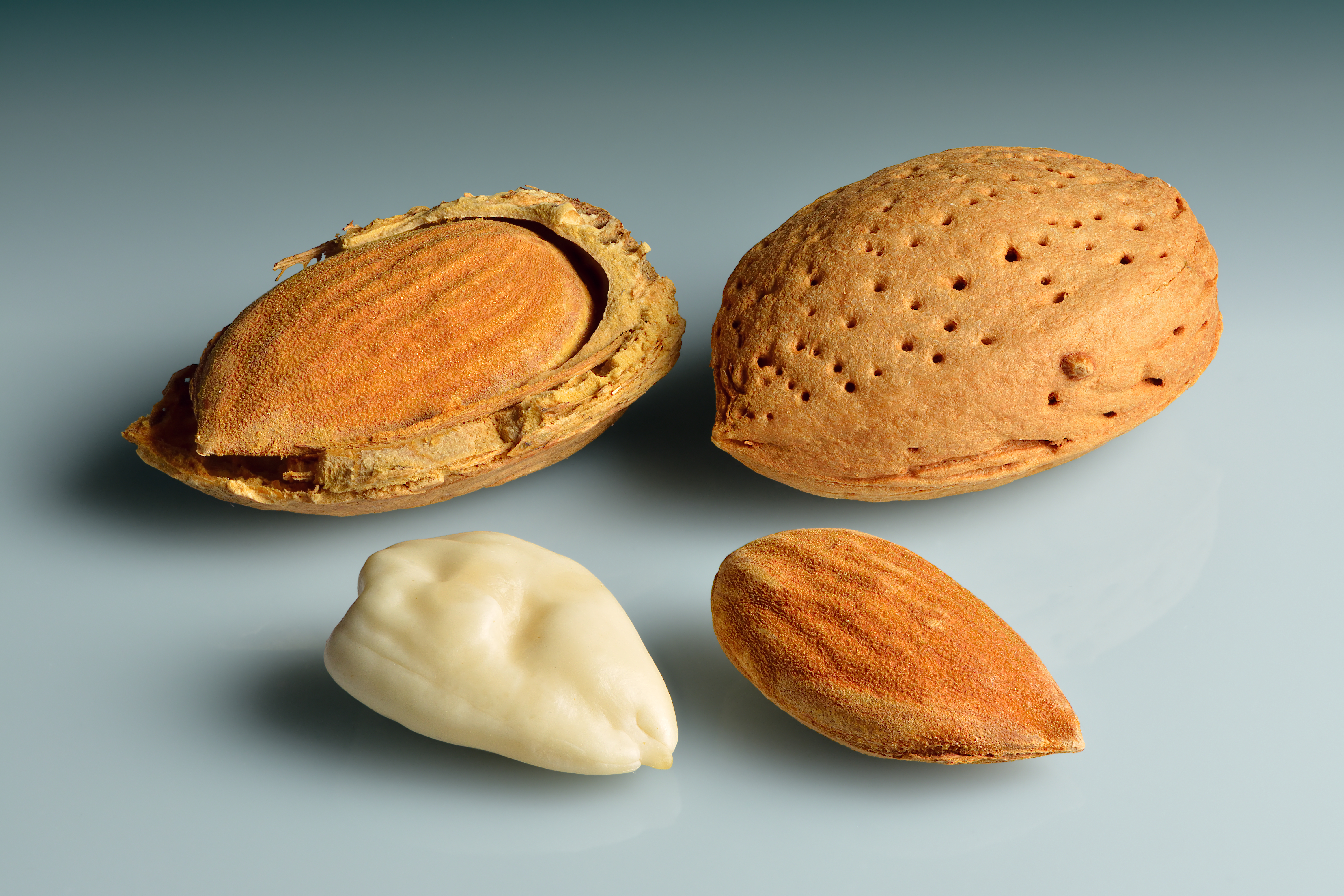
Amandelen

De amandel is het zaad van de amandelboom (Prunus dulcis). De amandelboom valt onder het geslacht Prunus (Prunus subg. Prunus sect. Amygdalus). Bittere amandelen zijn de vruchten van Prunus dulcis L. var. amara. Zoete amandelen zijn de vruchten van Prunus dulcis var. dulcis. 
Amandelen worden in augustus geoogst. De buitenkant van de 'pit' van deze steenvrucht wordt gekraakt; het vlies wordt verwijderd door de amandel kort te blancheren.
Soms kan er verwarring ontstaan, de amandel"noot" is een samenstelling van 2 cotylen als een embryo, met de hypocotyl aan de top.

## Economie
| Amandelproducerende landen anno 2013/2014 | Procent van de wereldproductie |
| ----------------------------------------- | ------------------------------ |
| Verenigde Staten                          | 83%                            |
| Australië                                 | 7%                             |
| Europese Unie                             | 6%                             |
| Turkije                                   | 2%                             |
| Chili                                     | 1%                             |
| Andere landen                             | 1%                             |

### Productie en consumptie
De industriële productie van amandelen was in 2014 wereldwijd iets meer dan 1 miljoen ton, met een waarde van ongeveer 4,5 miljard Amerikaanse dollar. De Verenigde Staten (met name Californië) neemt het grootste deel van de wereldproductie voor haar rekening. Amandelen zijn het belangrijkste exportgewas van Californië, met een waarde van 1,9 miljard dollar in 2014, en zijn het belangrijkste 'specialty' exportgewas van de Verenigde Staten. In Californië zijn circa 6000 amandeltelers actief die gezamenlijk een oppervlak van 283.000 hectare beheren. Zij telen uitsluitend zoete amandelen in dertig variëteiten, waarvan 10 circa 70% van de productie uitmaken.
Binnen de EU is Spanje verantwoordelijk voor het grootste deel van de productie.
De amandelproductie in Australië maakt een sterke groei door en is tussen 2003 en 2013 meer dan verdrievoudigd, mede omdat de Amerikanen moeite hadden om de wereldvraag bij te houden door serieuze droogte in Californië in die periode en problemen met de grondwatervoorziening aldaar. Australië is in die periode opgeschoven naar de tweede plaats op de wereldranglijst van amandelproducerende landen. De amandelindustrie in Australië is gecentreerd in het stroomgebied van de Murray-rivier en omvat vier regio's: Adelaide, Riverland (Zuid-Australië), Riverina (New South Wales) en Sunraysia (Victoria en New South Wales).
| Wereldwijde amandelconsumptie anno 2013/2014 | Wereldwijde amandelconsumptie anno 2013/2014 |
| Land                                         | Percentage                                   |
| -------------------------------------------- | -------------------------------------------- |
| Verenigde Staten                             | 31%                                          |
| EU-lidstaten                                 | 28%                                          |
| China                                        | 12%                                          |
| India                                        | 6%                                           |
| Verenigde Arabische Emiraten                 | 4%                                           |
| Japan                                        | 3%                                           |
| Turkije                                      | 3%                                           |
| Canada                                       | 3%                                           |
| Australië                                    | 2%                                           |
| Zuid-Korea                                   | 2%                                           |
| Andere landen                                | 6%                                           |

Amandelen maakten in 2006 circa 24% uit van de totale productie van noten. In 2012 was dit aandeel gegroeid naar 31%.
De wereldconsumptie van amandelen is in de eerste 15 jaar van de 21e eeuw meer dan verdubbeld. De productie en consumptie maakt in die periode een jaarlijkse groei van circa 8 à 9% door. De groei wordt met name gevoed door de vraag in opkomende landen als India, China en het Midden-Oosten.
In 2009 werd in de EU per hoofd van de bevolking circa 0,5 kg amandelen per jaar geconsumeerd. Amandelen worden vooral verwerkt in voedingsmiddelen (zoals amandelspijs) en cosmetica, maar worden ook als snack gegeten.
De amandelboom is niet zelfbestuivend, daarom zetten kwekers in Californië op grote schaal bijen in voor de bestuiving.
De industriële oogst van amandelen vindt plaats door met een machine de amandelbomen te schudden, totdat de steenvruchten op de grond vallen. Daarna worden de steenvruchten verzameld, schoongemaakt en verder verwerkt.

### Wereldhandel
Ongeveer 83 procent van de amandelen op de wereldmarkt komt uit Californië. Australië en Spanje zijn wereldwijd nummer twee en drie. Met name de Jordan- en Valencia-amandelen komen uit Spanje. Binnen de EU is ook Italië een grote producent.
De EU-lidstaten zijn wereldwijd de grootste importeur. In 2009 bedroeg de import 47% van de wereldwijde import, een waarde van circa 1,1 miljard Amerikaanse dollar. Amandelen hebben in de EU, na pinda's het grootste aandeel in de markt voor gedroogd fruit en noten. Daarna volgen China en Hong Kong met een import ter waarde van 337 miljoen dollar in 2009. De exportprijs varieert van circa 0,3 dollar per kg in Pakistan tot 5,8 dollar per kg in Duitsland. De Chinese import van amandelen wordt vooral door de VS geleverd en is in de periode 2010-2015 sterk toegenomen.

## Samenstelling
| Wereldwijde amandelimport anno 2009 | Wereldwijde amandelimport anno 2009 |
| Landen                              | Percentage                          |
| ----------------------------------- | ----------------------------------- |
| EU-lidstaten                        | 47%                                 |
| China en Hong Kong                  | 15%                                 |
| India                               | 8%                                  |
| Japan                               | 4%                                  |
| Canada                              | 4%                                  |
| Rusland                             | 3%                                  |
| Turkije                             | 2%                                  |
| Mexico                              | 1%                                  |
| Libanon                             | 1%                                  |
| Polen                               | 1%                                  |
| Egypte                              | 1%                                  |
| Overige landen                      | 13%                                 |

Amandelen zijn rijk aan nutriënten zoals enkelvoudig onverzadigde vetten, magnesium, proteïnen en vitamine E, evenals vezels en fytochemicaliën.
Amandelen bevatten ongeveer 90% onverzadigde vetzuren en veel vitamine E. Bittere amandelen bevatten daarnaast cyanogene glycosiden (met name amygdaline), waaruit het giftige blauwzuur (waterstofcyanide) kan worden vrijgemaakt. Hoe bitterder ze smaken, hoe giftiger ze zijn.

## Gezondheidseffecten
Amandelen verschaffen veel energie, maar ze veroorzaken ook snel een verzadigingsgevoel. Bovendien is de absorptie van energie uit amandelen inefficiënt en mogelijk veroorzaken ze ook een verhoging van het basaalmetabolisme bij chronische consumptie. Bovendien vermindert het schommelingen van de bloedsuikerspiegel en vermindert het de plasmalipiden na de maaltijd. Bij gezonde mannen kan een dagelijkse portie amandelen de vasculaire functie verbeteren. Het lijkt er dus op dat amandelen als gezonde snack gebruikt kunnen worden.

## Soorten
Er zijn twee soorten amandelen: zoete en bittere. Bittere amandelen bevatten circa 2-3% van het giftige blauwzuurglycoside amygdaline. Zoete amandelen bevatten daarentegen vrijwel geen amygdaline.
Zoete amandelen kunnen zo gegeten worden of als decoratie worden gebruikt. Ze worden in diverse voedingsmiddelen verwerkt, waaronder snacks, bakkerijproducten, ontbijtgranen en desserts. Voorbeelden zijn amandelspijs, noga en marsepein. Er kan ook amandelolie of amandelmelk (orgeade, horchata) van worden gemaakt. Amandelmelk is licht verteerbaar en kan als vervanging van koemelk dienen. Innovatie zorgt voor meer manieren om amandelen in voedingsmiddelen te verwerken.
De bittere amandel wordt steeds minder geteeld. Bittere amandelen werden onder meer gebruikt om het aroma van de zoete amandel te versterken in marsepein en amandelspijs. Tegenwoordig wordt voor dat doel vaak de goedkopere abrikozenpit gebruikt. Daarnaast werden bittere amandelen gebruikt voor het produceren van bittere amandelolie.
Uit het amygdaline in bittere amandelen kan ongeveer 4–9 mg waterstofcyanide per amandel worden vrijgemaakt.
Verschijnselen die kunnen optreden na het eten van bittere amandelen zijn opwinding, hoofdpijn, duizeligheid, spiersamentrekkingen, ademhalingsstoornissen en een plotselinge dood.
De maximumhoeveelheid veilig te eten bittere amandelen is afhankelijk van het lichaamsgewicht; voor volwassenen ligt dit meestal tussen de 10 en 15, voor kinderen geldt een lager aantal.
In de EU zijn maximumniveaus voor pesticiden in commercieel verkrijgbare amandelen vastgelegd in verordening 396/2005.

## Amandelolie
Er zijn twee soorten amandelolie: zoete amandelolie en bittere amandelolie.
Zoete amandelolie is een vette olie die voornamelijk uit triglyceriden bestaat. In niet gezuiverde toestand heeft het een kenmerkende nootachtige geur en smaak. Deze olie wordt zeer veel gebruikt in cosmetica als crème en babyolie. Ook houten muziekinstrumenten zoals blokfluiten worden ermee geolied.
Bittere amandelolie is een etherische olie die vrijwel helemaal uit benzaldehyde bestaat. Aangezien de olie ook altijd wat amygdaline bevat (waaruit in het lichaam blauwzuur kan worden vrijgemaakt) wordt deze olie weinig gebruikt.

## Amandelen en de Bijbel
De amandel groeit vanouds in het Midden-Oosten en komt dan ook in de Hebreeuwse Bijbel voor.
Hieronder een citaat uit de Leidse vertaling.
- Israel zeide tot hen: Als het zo zijn moet, doet dan toch het volgende: Neemt van de vruchten des lands in uw zakken mede en brengt dien man een geschenk: een weinig balsem en honing, wierook en gom, pimpernoten en amandelen (Genesis 43:11).

In de christelijke iconografie is een amandel het symbool van de reinheid van de Maagd Maria.